# Doryteuthis ocula
Doryteuthis ocula is een inktvissensoort uit de familie van de Loliginidae. De wetenschappelijke naam van de soort is voor het eerst geldig gepubliceerd in 1976 door Cohen.